# Спортсмен года по версии Sports Illustrated
Спортсмен года (англ. Sportsman of the Year) — ежегодная награда, вручаемая с 1954 года американским спортивным еженедельником Sports Illustrated.
Участвуют как американцы, так и неамериканцы, хотя в прошлом подавляющее большинство победителей были из Соединенных Штатов.
Тайгер Вудс и Леброн Джеймс — единственные, кто получал награду более одного раза. Вудс получил свою первую награду в 1996 году как гольфист-любитель, а в 2000 году как профессиональный игрок в гольф. Джеймс получил свою первую награду в 2012 году, вторую в 2016 году и третью в 2020 году
Трофей представляет собой керамическую копию древнегреческой амфоры (около 510 г. до н. э.), на которой изображены обнаженные мужчины-спортсмены, занятые различными видами спорта — бегом, метанием диска и метанием копья. Его диаметр составляет 8 дюймов, а высота — 18,5 дюйма (20,32 x 47 см). Оригинальная амфора была приобретена журналом Sports Illustrated в 1954 году и передана в коллекцию «Спорт» Смитсоновского национального музея американской истории в 1979 году. Победители этой награды теперь получают копию амфоры, сделанной из серебра от Tiffany & Co.

## Список обладателей награды
| Год  | Победитель                         | Вид спорта                         | Достижение |
| ---- | ---------------------------------- | ---------------------------------- | --- |
| 1954 | Роджер Баннистер                   | Лёгкая атлетика                    | Первый бегун, преодолевший милю менее чем за 4 минуты |
| 1955 | Джонни Подрес                      | Бейсбол                            | Самый ценный игрок Мировой серии |
| 1956 | Бобби Морроу                       | Лёгкая атлетика                    | Трёхкратный чемпион Олимпийских игр |
| 1957 | Стэн Мьюзел                        | Бейсбол                            | Лучший отбивающий Национальной лиги |
| 1958 | Рафер Джонсон                      | Лёгкая атлетика                    | Мировой рекорд в десятиборье |
| 1959 | Ингемар Юханссон                   | Бокс                               | Чемпион мира в тяжёлом весе |
| 1960 | Арнольд Палмер                     | Гольф                              | Игрок года по версии PGA |
| 1961 | Джерри Лукас                       | Баскетбол                          | Самый ценный игрок финала четырёх студенческого чемпионата |
| 1962 | Терри Бейкер                       | Американский футбол                | Обладатель приза Хейсмана |
| 1963 | Пит Розелл                         | Американский футбол                | Расширение НФЛ |
| 1964 | Кен Вентури                        | Гольф                              | Победитель открытого чемпионата США |
| 1965 | Сэнди Коуфакс                      | Бейсбол                            | Обладатель приза Сая Янга, рекорд по количеству страйкаутов |
| 1966 | Джим Рюн                           | Лёгкая атлетика                    | Мировой рекорд в беге на милю |
| 1967 | Карл Ястрежемски                   | Бейсбол                            | Лучший в лиге по трём показателям |
| 1968 | Билл Расселл                       | Баскетбол                          | Чемпион НБА в качестве играющего тренера |
| 1969 | Том Сивер                          | Бейсбол                            | Обладатель приза Сая Янга |
| 1970 | Бобби Орр                          | Хоккей                             | Обладатель Харт Трофи, Арт Росс Трофи, Конн Смайт Трофи, Джеймс Норрис Трофи |
| 1971 | Ли Тревино                         | Гольф                              | Игрок года по версии PGA |
| 1972 | Билли Джин Кинг                    | Теннис                             | Победитель трёх турниров Большого шлема |
| 1972 | Джон Вуден                         | Баскетбол                          | Тренер чемпионов студенческого чемпионата США |
| 1973 | Джеки Стюарт                       | Автоспорт                          | Чемпион Формулы-1 |
| 1974 | Мохаммед Али                       | Бокс                               | Чемпион мира в тяжёлом весе |
| 1975 | Пит Роуз                           | Бейсбол                            | Самый ценный игрок Мировой серии |
| 1976 | Крис Эверт                         | Теннис                             | Победитель двух турниров Большого шлема |
| 1977 | Стив Котен                         | Конный спорт                       | Приз «Эклипс» лучшему жокею |
| 1978 | Джек Никлаус                       | Гольф                              | Победитель Открытого чемпионата Великобритании |
| 1979 | Терри Брэдшоу                      | Американский футбол                | Самый ценный игрок Супербоула |
| 1979 | Уилли Старджелл                    | Бейсбол                            | Самый ценный игрок Мировой серии |
| 1980 | Сборная США по хоккею              | Хоккей                             | Олимпийские чемпионы |
| 1981 | Шугар Рэй Леонард                  | Бокс                               | чемпион мира в первом среднем весе |
| 1982 | Уэйн Грецки                        | Хоккей                             | Обладатель Харт Трофи, Арт Росс Трофи |
| 1983 | Мэри Декер                         | Лёгкая атлетика                    | Двукратная чемпионка мира |
| 1984 | Эдвин Мозес                        | Лёгкая атлетика                    | Олимпийский чемпион |
| 1984 | Мэри Лу Реттон                     | Художественная гимнастика          | Олимпийская чемпионка |
| 1985 | Карим Абдул-Джаббар                | Баскетбол                          | Самый ценный игрок финала НБА |
| 1986 | Джо Патерно                        | Американский футбол                | Тренер победителей студенческого чемпионата США |
| 1987 | «Спортсмены, которым не всё равно» | «Спортсмены, которым не всё равно» | «Спортсмены, которым не всё равно» |
| 1987 | Боб Борн                           | Хоккей                             | Помощь детям, благотворительность |
| 1987 | Джуди Браун Кинг                   | Лёгкая атлетика                    | Помощь детям, благотворительность |
| 1987 | Кипчоге Кейно                      | Лёгкая атлетика                    | Помощь детям, благотворительность |
| 1987 | Дэйл Мёрфи                         | Бейсбол                            | Помощь детям, благотворительность |
| 1987 | Чип Ривз                           | Американский футбол                | Помощь детям, благотворительность |
| 1987 | Пэтти Шиэн                         | Гольф                              | Помощь детям, благотворительность |
| 1987 | Рори Спэрроу                       | Баскетбол                          | Помощь детям, благотворительность |
| 1987 | Реджи Уильямс                      | Американский футбол                | Помощь детям, благотворительность |
| 1988 | Орел Хершисер                      | Бейсбол                            | Самый ценный игрок Мировой серии, обладатель приза Сая Янга |
| 1989 | Грег Лемонд                        | Велоспорт                          | Победитель Тур-де-Франс |
| 1990 | Джо Монтана                        | Американский футбол                | Трижды самый ценный игрок Супербоула |
| 1991 | Майкл Джордан                      | Баскетбол                          | Самый ценный игрок регулярного сезона и финала НБА, чемпион НБА |
| 1992 | Артур Эш                           | Теннис                             | За гуманитарную деятельность |
| 1993 | Дон Шула                           | Американский футбол                | Самый успешный тренер НФЛ |
| 1994 | Бонни Блэр                         | Конькобежный спорт                 | Две золотые олимпийские медали |
| 1994 | Юхан-Улаф Косс                     | Конькобежный спорт                 | Три золотые олимпийские медали |
| 1995 | Кел Рипкен-младший                 | Бейсбол                            | Рекорд по количеству проведённых подряд игр |
| 1996 | Тайгер Вудс                        | Гольф                              | Чемпион США среди любителей, чемпион студенческого чемпионата |
| 1997 | Дин Смит                           | Баскетбол                          | Самый успешный тренер в американском студенческом баскетболе |
| 1998 | Марк Макгвайр                      | Бейсбол                            | Рекорд по количеству хоум-ранов за сезон |
| 1998 | Самми Соса                         | Бейсбол                            | Самый ценный игрок Национальной лиги |
| 1999 | Женская сборная США по футболу     | Футбол                             | Чемпионы мира |
| 2000 | Тайгер Вудс                        | Гольф                              | Победитель трёх главных чемпионатов |
| 2001 | Курт Шиллинг                       | Бейсбол                            | Самый ценный игрок Мировой серии |
| 2001 | Рэнди Джонсон                      | Бейсбол                            | Самый ценный игрок Мировой серии, обладатель приза Сая Янга |
| 2002 | Лэнс Армстронг                     | Велоспорт                          | Четырёхкратный победитель Тур-де-Франс |
| 2003 | Дэвид Робинсон                     | Баскетбол                          | Двукратный чемпион НБА |
| 2003 | Тим Данкан                         | Баскетбол                          | Самый ценный игрок регулярного сезона и финала НБА, чемпион НБА |
| 2004 | Бостон Ред Сокс                    | Бейсбол                            | Чемпионы Мировой серии |
| 2005 | Том Брэди                          | Американский футбол                | Трёхкратный чемпион Супербоула, дважды самый ценный игрок Супербоула |
| 2006 | Дуэйн Уэйд                         | Баскетбол                          | Чемпион НБА, самый ценный игрок финала |
| 2007 | Бретт Фавр                         | Американский футбол                | «За упорство и страсть» |
| 2008 | Майкл Фелпс                        | Плавание                           | Восемь золотых медалей на Олимпийских играх 2008 года |
| 2009 | Дерек Джитер                       | Бейсбол                            | Пятикратный чемпион Мировой серии |
| 2010 | Дрю Брис                           | Американский футбол                | Самый ценный игрок Супербоула и меценат |
| 2011 | Майк Кшижевски                     | Баскетбол (тренер)                 | Рекордное количество побед в первом дивизионе NCAA |
| 2011 | Пэт Саммитт                        | Баскетбол (тренер)                 | Рекорд NCAA по количеству побед |
| 2012 | Леброн Джеймс                      | Баскетбол                          | Самый ценный игрок регулярного сезона и финала НБА, чемпион НБА, олимпийский чемпион |
| 2013 | Пейтон Мэннинг                     | Американский футбол                | Установил рекорд по количеству пассовых тачдаунов за один сезон |
| 2014 | Мэдисон Бамгарнер                  | Бейсбол                            | Завоевал третий титул чемпиона Мировой серии, стал MVP чемпионской серии Национальной лиг и MVP Мировой серии                                                                                    |
| 2015 | Серена Уильямс                     | Теннис                             | Выиграла три турнира Большого шлема, старейшая первая ракетка мира в истории |
| 2016 | Леброн Джеймс                      | Баскетбол                          | Самый ценный игрок регулярного сезона и финала НБА, чемпион НБА |
| 2017 | Хосе Алтуве                        | Бейсбол                            | Самый ценный игрок Американской лиги, чемпион Мировой серии, помог Хьюстон Астрос получить свой первый титул, когда Хьюстон восстанавливался после урагана Харви                                 |
| 2017 | Дж. Дж. Уатт                       | Американский футбол                | Привлёк более 37 миллионов долларов для гуманитарной помощи в Хьюстон менее чем через месяц после урагана Харви                                                                                  |
| 2018 | Голден Стэйт Уорриорз              | Баскетбол                          | Шестикратный чемпион НБА |
| 2019 | Меган Рапино                       | Футбол                             | Чемпионка мира по футболу, обладательница «Золотого мяча» и «Золотой бутсы» чемпионата мира 2019 года                                                                                            |
| 2020 | Лоран Дюверней-Тардиф              | Американский футбол                | Победитель Супербоула LIV, пропустил сезон 2020 года чтобы работать санитаром во время пандемии COVID-19.                                                                                        |
| 2020 | Леброн Джеймс                      | Баскетбол                          | Самый ценный игрок финала НБА, призванный положить конец подавлению избирателей. Первый трехкратный победитель                                                                                   |
| 2020 | Патрик Махоумс                     | Американский футбол                | Самый ценный игрок Супербоула LIV, подтолкнул НФЛ к признанию движения Black Lives Matter, подтолкнул к поощрению регистрации избирателей по всей стране, а также среди его товарищей по команде |
| 2020 | Наоми Осака                        | Теннис                             | Чемпионка US Open 2020 и защитник социальной справедливости |
| 2020 | Брианна Стюарт                     | Баскетбол                          | Самый ценный игрок финала ВНБА, выступила против расизма и за равенство женщин |
| 2021 | Том Брэди                          | Американский футбол                | Самый ценный игрок Супербоула LV, 7-кратный чемпион Супербоула |